# Aceite de anís
El aceite de anís es un aceite esencial. Aceite volátil que contiene la semilla de la pimpinela anís (generalmente al 3%). Se caracteriza por su transición a fase líquida a la temperatura de 17 °C, y es muy soluble en alcohol. Bebida incolora. Fue muy popular como bebida en forma de aguardiente en la provincia de Zamora (uno de los más famosos fue del municipio de Puga). Se elaboraba igualmente en Reus. Se trata de una bebida con capacidades excitativas. El principio activo de esta bebida es el anetol. Al ser mezclado con agua posee el efecto lechoso típico de las bebidas anisadas. 